# Ferrocifeno
O ferrocifeno é um composto químico, de fórmula C14H16FeN6, que atua como formador de complexos, com dois ligantes (1,10)-fenantrolina e dois cianeto coordenados, e se utiliza para determinação de ferro(II), e/ou mais amplamente ferro (III) (ferricifeno). Assim forma quelatos. O complexo é eletricamente neutro em solução a 0,1% em ácido sulfúrico. Ferrocifeno é usado em titulação redox (por exemplo em nitritometria) como indicador redox, já que a cor do complexo após completa oxidação do amarelo (Fe 2+, ferrocifeno) passa a violeta (Fe 3+, ferricifeno).